# کامیلا ریتر یول
کامیلا ریتر یول (دانمارکی: Kamilla Rytter Juhl؛ زادهٔ ۲۳ نوامبر ۱۹۸۳) بدمینتون‌باز اهل دانمارک است.